# Пенагіла
Пенагіла (ісп. Penáguila, кат. Penàguila) — муніципалітет в Іспанії, входить в провінцію Аліканте в складі автономної області Валенсія (область). 

## Географія
Муніципалітет розташований в складі району (комарки) Валье-де-Алькой. Займає площу 49,92 км². Населення 330 чоловік (на 2007 рік). Відстань до адміністративного центру провінції — 55 км.

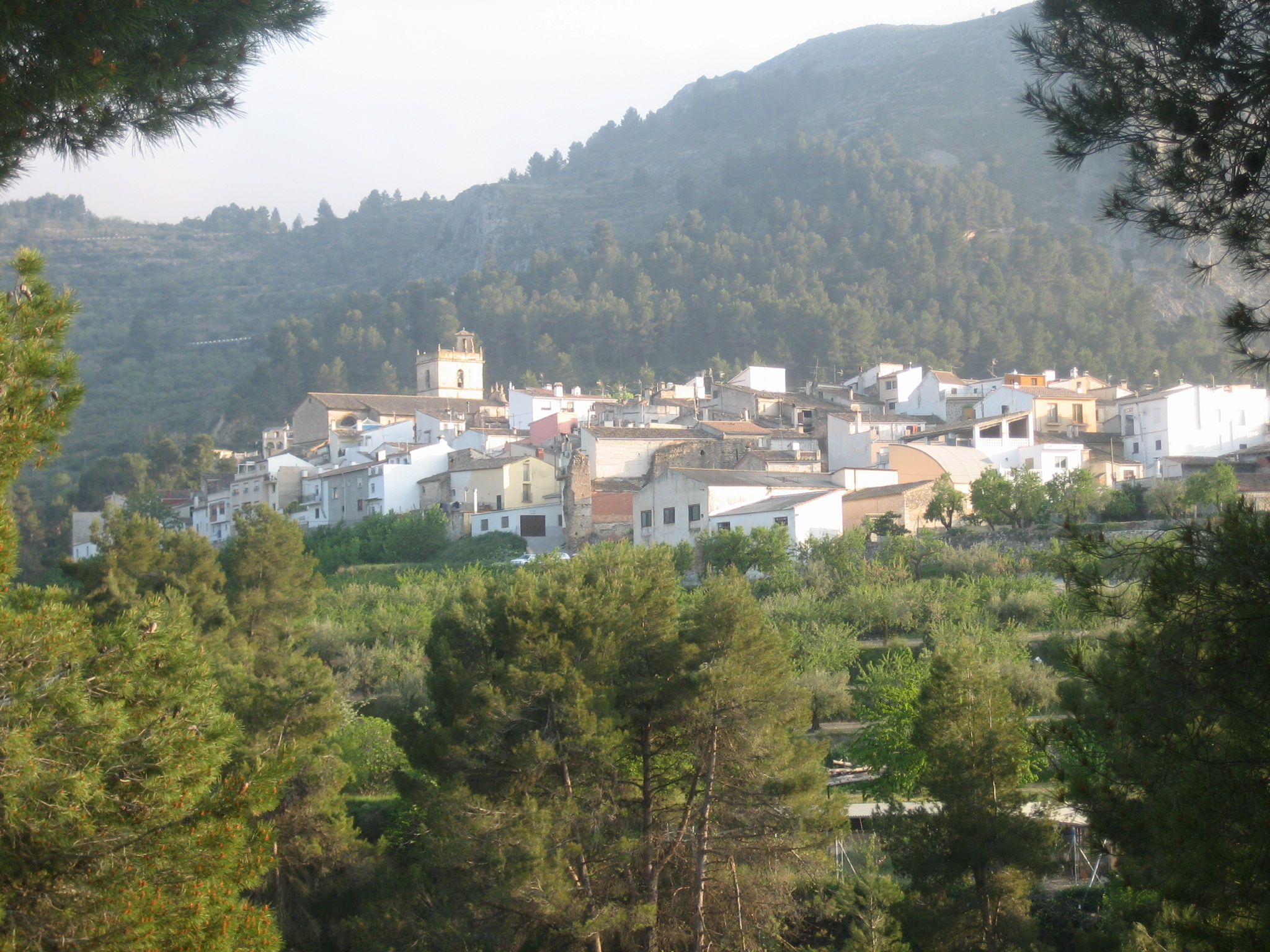
Пенагіла